# Peter Collins (Bahnsportler)

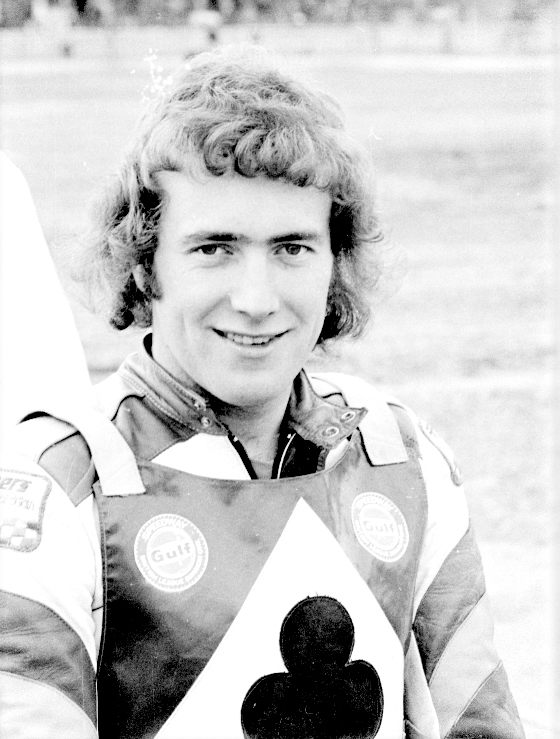
Peter Collins 1976

Peter Collins (* 24. März 1954 in Urmston, Greater Manchester) ist ein ehemaliger britischer Bahnsportler. Er wurde 1976 in Chorzów Einzel-Weltmeister und beendete 1987 seine Karriere.

## Persönliches
Collins erlitt Ende 2011 eine Hirnblutung, von der er sich erholte. Von der Britischen Königin Elisabeth II. wurde er als Member des Order of the British Empire (MBE) ausgezeichnet.

## Karriere
1971 feierte Collins in Rochdale sein Debüt in der britischen Liga, wo ihn der Neuseeländer Ivan Mauger entdeckte und ihn zu den Belle Vue Aces in Manchester holte, wo er bis zum Ende seiner Karriere blieb. Bereits mit 19 Jahren wurde Peter Collins Europameister und gewann 1974 die Mannschafts-WM mit England. 1984 gewann er mit Landsmann Chris Morton in Lonigo (Italien) die Best-Pairs-WM.
Auch auf der Langbahn zählte Peter Collins zur Weltelite: ein 3. Platz 1978 in Mühldorf am Inn und die Vizeweltmeisterschaft 1986 in Pfarrkirchen waren seine besten Ergebnisse in dieser Bahnsportdisziplin.
Collins wurde 1976 in England zum Motorsportler des Jahres gewählt, vor Formel-1-Weltmeister James Hunt und Motorrad-Weltmeister Barry Sheene. 

## Erfolge

### Einzel
- Weltmeister: 1976
- Vizeweltmeister: 1977
- Langbahn-Weltmeisterschaft
  - 1978: 3. Platz
  - 1986: 2. Platz

### Team
- Best-Pairs Weltmeister: 1984 zusammen mit Kenny Carter
- Team-Weltmeister: 1974
- Britische Liga
  - Rochdale: 1971
  - Belle Vue: 1971 bis 1987